# Synagoge Wattenscheid
Die Synagoge Wattenscheid war eine Synagoge in Wattenscheid im mittleren Ruhrgebiet. Sie wurde von 1827 bis 1829 errichtet, hinter der Oststraße in einem Hinterhof verborgen, da jüdische Gotteshäuser damals nicht an der Straßenfront erbaut werden durften. Die Einweihung war am 1. Oktober 1829.
Das Gotteshaus maß 9 mal 8 Meter und hatte 65 Sitze für Männer und auf der Empore 40 Plätze für Frauen.
Wattenscheid war eine Filialgemeinde der israelitischen Gemeinde Hattingen, in dem Jahr 1875 spalteten sich die Untergemeinden Wattenscheid und Gelsenkirchen ab.
Die Synagoge wurde während der Novemberpogrome 1938 am Morgen des 10. November niedergebrannt. Die Außenmauer blieb erhalten und wurde mit einem neuen Dach versehen. Das Gebäude diente bis Mitte der 1980er Jahre als Lager für eine Bäckerei und wurde dann aufgrund einer Neubebauung abgerissen.
Im Jahre 1990 wurde eine Gedenktafel in hebräischer und deutscher Sprache angebracht (Brauhof 12).